# Шамбон-сюр-Вуэз (кантон)
Шамбон-сюр-Вуэз (фр. Chambon-sur-Voueize) — кантон во Франции, находится в регионе Лимузен. Департамент кантона — Крёз. Входит в состав округа Обюссон. Население кантона на 2006 год составляло 3929 человек.
Код INSEE кантона 2309. Всего в кантон Шамбон-сюр-Вуэз входят 11 коммун, из них главной коммуной является Шамбон-сюр-Вуэз.

## Коммуны кантона
- Ож — население 107 чел.
- Будельер — население 781 чел.
- Шамбон-сюр-Вуэз — население 1013 чел.
- Лепо — население 356 чел.
- Люсса — население 444 чел.
- Нуан — население 313 чел.
- Сен-Жюльен-ле-Шатель — население 169 чел.
- Сен-Лу — население 177 чел.
- Тард — население 137 чел.
- Вернеж — население 90 чел.
- Вьерса — население 342 чел.